# Điều 258 Bộ Luật Hình sự
Điều 258 Bộ Luật Hình sự nước Cộng hòa Xã hội Chủ nghĩa Việt Nam năm 1999, sửa đổi, bổ sung năm 2009 quy định về Tội lợi dụng các quyền tự do dân chủ xâm phạm lợi ích của Nhà nước, quyền, lợi ích hợp pháp của tổ chức, công dân.
Điều 258 Bộ Luật Hình sự nước Cộng hòa Xã hội Chủ nghĩa Việt Nam năm 2015, sửa đổi, bổ sung năm 2017 quy định về Tội lôi kéo người khác sử dụng trái phép chất ma tuý.

## Lịch sử
Tội lợi dụng các quyền tự do dân chủ xâm phạm lợi ích của Nhà nước, quyền, lợi ích hợp pháp của tổ chức, công dân được quy định lần đầu tiên trong Điều 205a của Luật sửa đổi, bổ sung Bộ luật hình sự năm 1985 ngày 12/ 8/ 1991 (có hiệu từ ngày 16/ 8/ 1991).
So với Điều 205a Luật sửa đổi, bổ sung Bộ luật hình sự năm 1985 ngày 12/ 8/ 1991, Điều 258 Bộ luật hình sự năm 1999 có những điểm mới sau đây:
- Bổ sung thêm từ "tôn giáo" vào cụm từ "tự do tín ngưỡng, tôn giáo" trong cấu thành tội phạm mà điều luật ghi nhận.
- Sửa đổi cụm từ "tổ chức xã hội" thành từ "tổ chức" trong tình tiết "xâm phạm lợi ích của Nhà nước, quyền, lợi ích hợp pháp của tổ chức, công dân".
- Bổ sung khoản 2 với tình tiết định khung "Phạm tội trong trường hợp nghiêm trọng".
- Sửa đổi hình phạt áp dụng đối với người phạm tội này. Trước đây, trong Điều 205a, hình phạt đối với người phạm tội được quy định là "phạt cảnh cáo, cải tạo không giam giữ đến hai năm hoặc bị phạt tù từ ba tháng đến ba năm"  thì trong Điều 258 BLHS năm 1999, hình phạt được chia thành 2 khung: khung 1 "phạt cảnh cáo, cải tạo không giam giữ đến ba năm hoặc phạt tù từ sáu tháng đến ba năm" và khung 2 "phạt tù từ hai năm đến bảy năm".

## Điều 258 Bộ luật Hình sự năm 1999, sửa đổi, bổ sung năm 2009
Trích theo văn bản:

## Điều 258 Bộ luật Hình sự năm 2015, sửa đổi, bổ sung năm 2017
Điều 258. Tội lôi kéo người khác sử dụng trái phép chất ma túy
1. Người nào rủ rê, dụ dỗ, xúi giục hoặc bằng các thủ đoạn khác nhằm lôi kéo người khác sử dụng trái phép chất ma túy, thì bị phạt tù từ 01 năm đến 05 năm.
2. Phạm tội thuộc một trong các trường hợp sau đây, thì bị phạt tù từ 05 năm đến 10 năm:
a) Có tổ chức;
b) Phạm tội 02 lần trở lên;
c) Vì động cơ đê hèn hoặc vì tư lợi;
d) Đối với người từ đủ 13 tuổi đến dưới 18 tuổi;
đ) Đối với phụ nữ mà biết là có thai;
e) Đối với 02 người trở lên;
g) Đối với người đang cai nghiện;
h) Gây tổn hại cho sức khoẻ của người khác mà tỷ lệ tổn thương cơ thể từ 31% đến 60%;
i) Gây bệnh nguy hiểm cho người khác;
k) Tái phạm nguy hiểm.
3. Phạm tội thuộc một trong các trường hợp sau đây, thì bị phạt tù từ 10 năm đến 15 năm:
a) Gây tổn hại cho sức khoẻ của người khác mà tỷ lệ tổn thương cơ thể 61% trở lên hoặc gây chết người;
b) Gây bệnh nguy hiểm cho 02 người trở lên;
c) Đối với người dưới 13 tuổi.
4. Phạm tội trong trường hợp gây chết 02 người trở lên, thì bị phạt tù từ 15 năm đến 20 năm hoặc tù chung thân.
5. Người phạm tội còn có thể bị phạt tiền từ 5.000.000 đồng đến 100.000.000 đồng.

## Danh sách những người bị kết tội theo Điều 258 Bộ luật Hình sự năm 1999, sửa đổi, bổ sung năm 2009
Thời gian gần đây đã có một số người bị cơ quan điều tra bắt, khởi tố theo điều 258 của Bộ luật Hình sự năm 1999 sửa đổi, bổ sung năm 2009. Việt Nam đã sử dụng điều luật 258 để bắt giam một số blogger hoạt động trong tháng 5 và tháng 6 năm 2013. Họ bao gồm:
- Blogger Nguyễn Quang Lập - chủ trang Blog Quê Choa, vừa bị Công an Thành phố Hồ Chí Minh bắt lúc 14:00 6.12.2014, được tại ngoại ngày 10/02/2015[5]
- Blogger Cô gái Đồ Long, tức nhà báo Lê Nguyễn Hương Trà, đã bị bắt ngày 23/10/2010 theo điều 258 này, được thả sau 3 tháng biệt giam.[6]
- Trương Duy Nhất, nhà báo, chủ của blog cá nhân "Một góc nhìn khác"[7], bị bắt 26/5/2013, bị xử 2 năm tù[8]
- Phạm Viết Đào, Nhà văn, blogger, bị bắt 13/6/2013, bị xử 15 tháng tù, thả ngày 13/9/2014[9]
- Đinh Nhật Uy
- Anh Ba Sàm Nguyễn Hữu Vinh bị tù 5 năm và cộng sự Nguyễn thị Minh Thúy bị tù 3 năm.
- Hồng Lê Thọ (Người Lót Gạch) với lý do "đăng tải các bài viết trên mạng Internet có nội dung xấu, thông tin sai lệch làm giảm uy tín, mất lòng tin trong nhân dân với cơ quan Nhà nước, tổ chức xã hội, công dân, quy định tại điều 258 - Bộ luật Hình sự nước Cộng hòa Xã hội chủ nghĩa Việt Nam."[10][11]
- Kim Quốc Hoa, Tổng biên tập báo Người cao tuổi, và tờ báo này đang bị khởi tố hình sự vì được cho là vi phạm điều luật này.[12].

## Đánh giá
- Theo Tiến sĩ Heiner Bielefeldt, Báo cáo viên đặc biệt của Liên Hợp Quốc, điều luật 258 quá mơ hồ, dễ bị lạm dụng để bắt bớ những người có chính kiến trong xã hội và "cần phải được bãi bỏ hoặc sửa đổi". Quan điểm này được ông nhấn mạnh trong báo cáo gửi Hội đồng Nhân quyền Liên Hợp Quốc ngày 30/1/2015. Là báo cáo viên đặc biệt về tự do tôn giáo, tín ngưỡng, ông Heiner Bielefeldt đã có chuyến làm việc tại Việt Nam hồi tháng 7/2014 để trực tiếp điều tra về tình hình nhân quyền.
- Mạng lưới blogger Việt Nam ra tuyên bố yêu cầu Nhà nước sửa đổi pháp luật, huỷ bỏ điều 258, Bộ luật Hình sự, như hành động đáp ứng điều kiện ứng cử vào Hội đồng nhân quyền Liên Hợp Quốc. Mạng lưới blogger Việt Nam coi đó là hành động vi phạm bản Tuyên ngôn Quốc tế nhân quyền, điểu khoản về quyền tự do tư tưởng, tự do thu nhận, quảng bá tin tức và truyền đạt ý kiến.[3][13].
- Một số blogger tại Việt Nam đã trao Tuyên bố 258 đề nghị xóa bỏ điều 258 này tới: Hội đồng Nhân quyền Liên hiệp quốc[14], Đại sứ quán Hoa Kỳ tại Hà Nội[14], Đại sứ quán Thụy Điển tại Hà Nội[13], đại diện Google khu vực Đông Nam Á[13].
- Luật sư Hà Huy Sơn nói: Bây giờ công an không dùng điều 88 hay 79 bắt người mà chuyển sang điều 258... Điều 258 quy định nhiều khi mơ hồ, chuyện áp dụng một cách không đúng, nghịch tính nhiều, không được chính xác lắm.[4]
- Trong khuôn khổ Cơ chế Kiểm điểm Định kỳ Phổ quát (UPR), ngày 20/06/2014, tại Genève, chính phủ Việt Nam thông báo chấp thuận 182 khuyến nghị về cải thiện nhân quyền của các nước, trong đó có đề nghị 156 (của Úc) và 157 (của Canada) về sửa đổi các điều 79, 88 và 258 Luật Hình sự « để bảo đảm tuân thủ các nghĩa vụ quốc tế của Việt Nam, bao gồm nghĩa vụ theo Công ước quốc tế về các quyền Dân sự và Chính trị ».[15].
- GS Nguyễn Đăng Hưng qua bài viết về vụ nhà văn Nguyễn Quang Lập bị bắt: "Tôi cho rằng điều luật này đã phương hại đến uy tín của nhà nước Việt Nam trên trường quốc tế vì nó phủ nhận quyền căn bản của công dân Việt Nam đã được ghi trong hiến pháp, đã vi phạm bản Tuyên ngôn Quốc tế nhân quyền, điều khoản về quyền tự do tư tưởng, tự do thu nhận, quảng bá tin tức và truyền đạt ý kiến mà Việt Nam đã ký kết. Nhưng tác hại của nó không chỉ có thế. Nó có thể đem lại những hậu quả ngược lại với những gì nhà cầm quyền mong mỏi. Nó làm tắt lịm những tiếng nói chân thật của những công dân tốt, của những trí thức tâm huyết với hướng đi lên của dân tộc. Nó tạo điều kiện cho sự bất cập, trầm trọng hoá những mâu thuẫn, ngăn cản sự đồng thuận xã hội, đẩy lùi những giải pháp ôn hoà có lợi cho sự phát triền hài hoà của xã hội theo hướng tích cực."[16].